# هانس ياكوب كريستوفل فون جريملسهاوزن
هانس ياكوب كريستوفل فون جريملسهاوزن (بالألمانية: Hans Jakob Christoffel von Grimmelshause) هو كاتب وأديب ألماني ولد عام 1622 في جلنهاوزن في مقاطعة هسن ومات في عام 1676 في مدينة رنشن في مقاطعة بادن. نشأ جريملسهاوزن في وسط برجوازي بروتستانتي بسيط. وعندما بلغ عامه الخامس عشر وجد نفسه بين الجنود الذين حاربوا في حرب الثلاثين عاماً فظل يحارب معهم حتى نهاية الحرب. وعاد جريملسهاوزن إلى المذهب الكاثوليكي وعمل فيما بعد مديراً لإحدى الأبعديات. ومشرفاً على إحدى القلاع ثم صاحب مطعم. وفي عام 1667 أصبح مديراً لإحدى المدارس التي تتبع أسقف مدينة شتراسبورج.

## أعماله
- مغامرات سيمبليسيسوس تويتش «Der Abentheuerliche»

## روابط خارجية
- هانس ياكوب كريستوفل فون جريملسهاوزن على موقع IMDb (الإنجليزية)
- هانس ياكوب كريستوفل فون جريملسهاوزن على موقع الموسوعة البريطانية (الإنجليزية)
- هانس ياكوب كريستوفل فون جريملسهاوزن على موقع ميوزك برينز (الإنجليزية)
- هانس ياكوب كريستوفل فون جريملسهاوزن على موقع إن إن دي بي (الإنجليزية)
- هانس ياكوب كريستوفل فون جريملسهاوزن على موقع ديسكوغز (الإنجليزية)